# Jordskreden i Vargas 1999

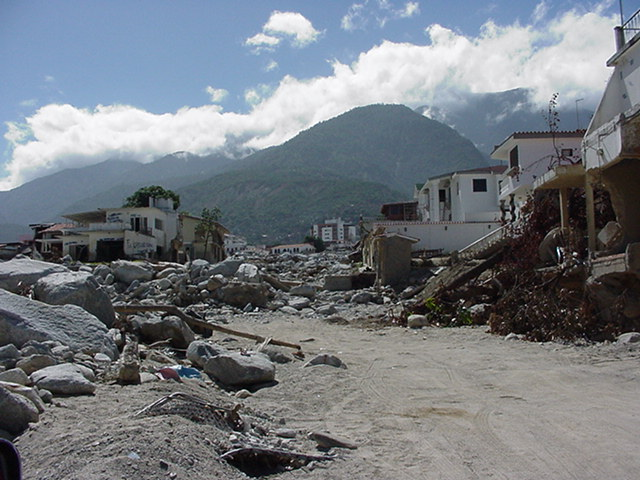
Skador efter jordskredet.

Jordskreden i Vargas 1999 var en naturkatastrof som inträffade i mitten av december 1999 i delstaten Vargas i Venezuela. Hällregnen och jordskreden som följde från den 14 till den 16 december dödade tiotusentals människor, förstörde tusentals hem, och ledde till total kollaps av delstatens infrastruktur. Enligt hjälparbetare begravdes samhället Los Corales under gyttja och en stor del av husen sveptes ut i Karibiska havet. Småstäder som Cerro Grande och Carmen de Uria försvann helt.

## Galleri

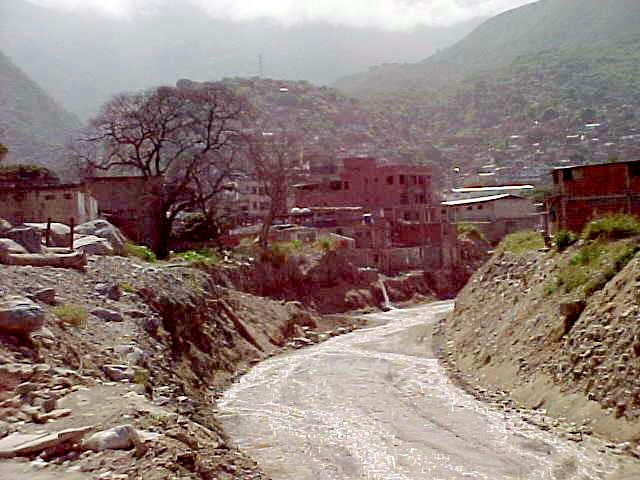
Maiquetía
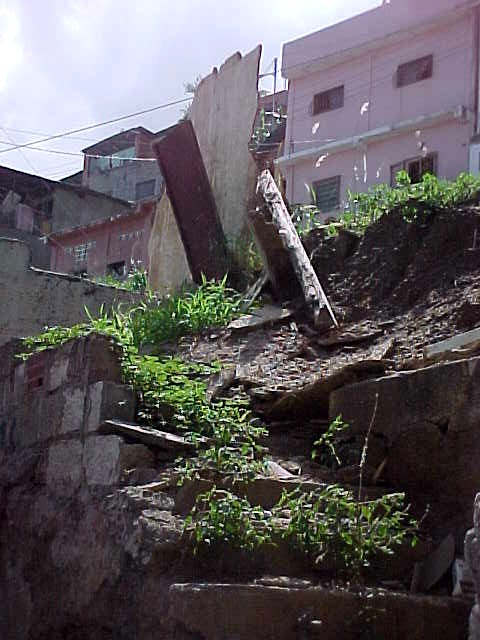
Maiquetía
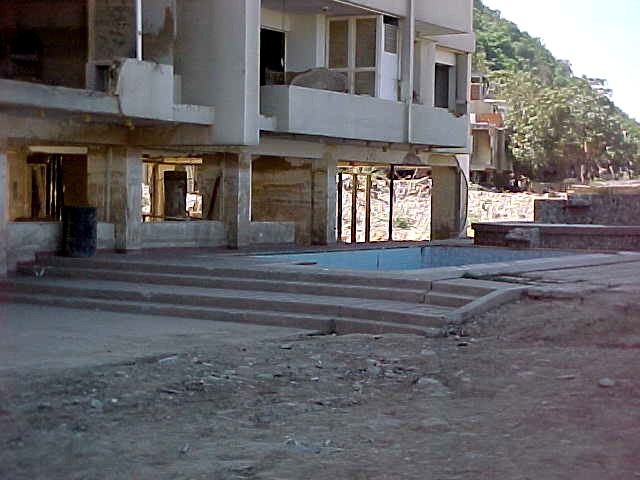
Caribe
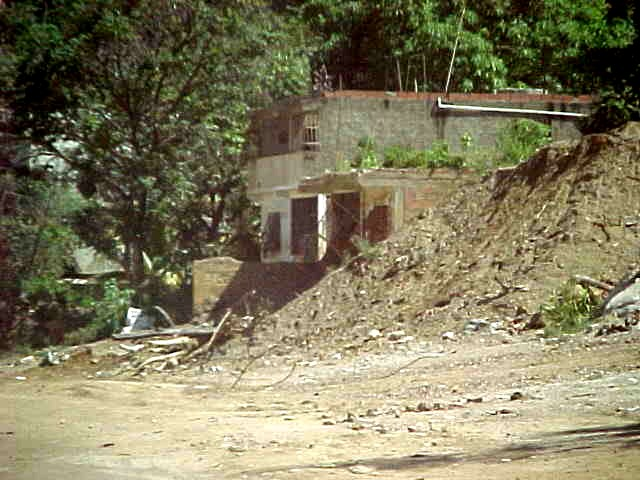
Caraballeda
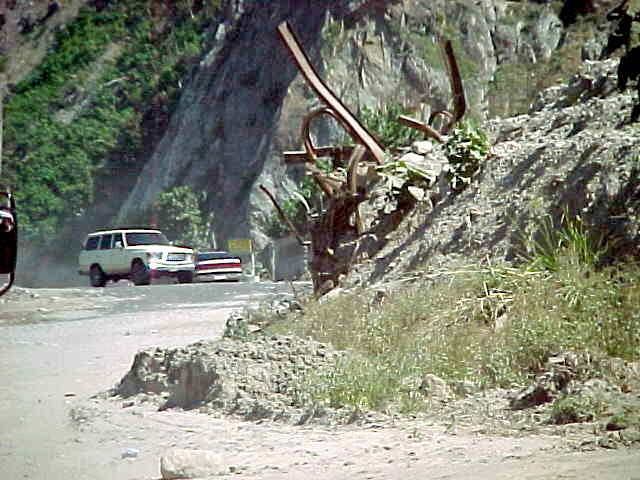
Carmen de Uria
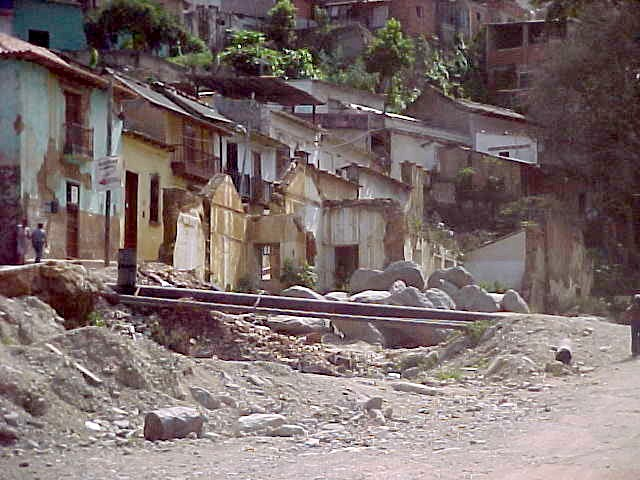
La Guaira
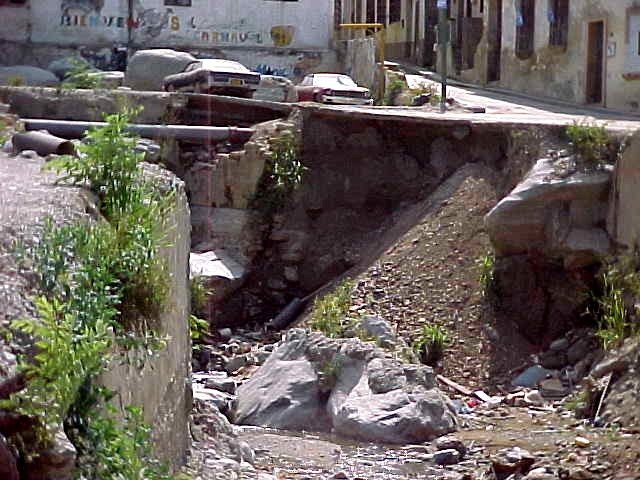
La Guaira
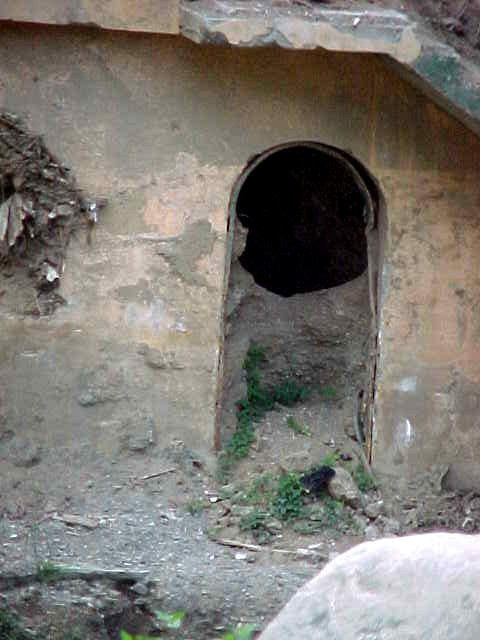
La Guaira